# Cardiodon
Cardiodon là một chi khủng long, được Owen mô tả khoa học năm 1841.